# メローイエロー
メローイエロー（英: Mello Yello）は、コカ・コーラ社が販売している柑橘風味のカフェイン含有炭酸飲料である。

## 概要
鮮やかな黄色と酸味と甘みのブレンドによる複雑な味に特徴がある。アメリカでは1979年に販売開始された。カフェイン含有。
日本では1983年に販売開始。松居直美のCMによる当時のキャッチコピーは「とっても訳せない味」だった。バレンシアオレンジ果汁1％が入っていた。橋本実加子のデビュー曲「メロウ・シーズン」がCMに使われたことがある。2000年に生産終了。
2004年にセブン-イレブンよりファンタ（ゴールデングレープ、レモン）とともに期間限定で復刻版が発売された。
2006年には検索サイトgooのgooランキングにて、「もう一度飲んでみたいソフトドリンクランキング」第1位となった。
2011年6月27日から再び復刻し、全国で発売されることがコカ・コーラシステムより発表された。なお、味は以前のものとは若干異なり無果汁になった。
2012年5月にリニューアル。従来の350ml缶・500mlペットボトルに加え、280mlペットボトルと1.5Lペットボトル、500ml缶（四国のみ）が追加発売された。350ml缶は蓋が金色に変更された。
2017年2月に北陸エリアの自動販売機限定で250ml缶が再発売された。パッケージデザインは初期のものがベースになっているが、中身は2011年版と同じものである。その後、ウエストエリア・北海道エリアでも発売。
2017年6月に自動販売機限定で430mlペットボトルで再発売された。パッケージデザインは2011年版がベースになっている。
2021年頃に販売が終了。
2024年5月にローソン限定でファンタ シトラス&メローイエローとしてファンタブランドで期間限定発売された。

## 他社類似製品
- ペプシコ「マウンテンデュー」1940年代発売
- チェリオ「スイートキッス」1982年発売
- サンガリア「ウィスパー」1983年発売